# 東通村内テレビ中継局
東通村内テレビ中継局（ひがしどおりそんないテレビちゅうけいきょく）では、青森県下北郡東通村にある｢東通入口（ひがしどおりいりぐち）｣・｢古野牛川（ふるのうしがわ）｣・｢袰部（ほろべ）｣の各テレビ中継局、及び、｢受信障害対策中継放送局｣として開局した野牛水上中継局について説明する。

## 概要
- 上記3中継局は、村北東部に置局されている。
- 上記3局には青森朝日放送のアナログ中継局は、置かれていない。なお、村西部ではむつ中継局や大畑テレビ中継局（いずれも青森朝日放送の中継局置局）が、村南部では白糠テレビ中継局（NHKとRAB）と八戸中継局（ATVとABA）が、それぞれ受信可能である。

## 中継局概要

### デジタルテレビ
| リモコンキーID | 放送局名          | 物理チャンネル | 空中線電力 | ERP                               | 放送対象地域 | 放送区域内世帯数 | 偏波面     | 放送開始日     | 備考                                                                   |
| 袰部中継局     | 袰部中継局        | 袰部中継局     | 袰部中継局 | 袰部中継局                        | 袰部中継局   | 袰部中継局       | 袰部中継局 | 袰部中継局     | 袰部中継局                                                             |
| -------------- | ----------------- | -------------- | ---------- | --------------------------------- | ------------ | ---------------- | ---------- | -------------- | ---------------------------------------------------------------------- |
| 1              | RAB青森放送       | 48ch           | 50mW       | 185mW                             | 青森県       | 約20世帯         | 水平偏波   | 2010年10月8日  | 無し                                                                   |
| 2              | NHK青森教育テレビ | 46ch           | 50mW       | 185mW                             | 全国         | 約20世帯         | 水平偏波   | 2010年10月8日  | 無し                                                                   |
| 3              | NHK青森総合テレビ | 44ch           | 50mW       | 185mW                             | 青森県       | 約20世帯         | 水平偏波   | 2010年10月8日  | 無し                                                                   |
| 5              | ABA青森朝日放送   | 52ch           | 50mW       | 185mW                             | 青森県       | 約20世帯         | 水平偏波   | 2010年10月8日  | 無し                                                                   |
| 6              | ATV青森テレビ     | 50ch           | 50mW       | 185mW                             | 青森県       | 約20世帯         | 水平偏波   | 2010年10月8日  | 無し                                                                   |
| 東通入口中継局 |                   |                |            |                                   |              |                  |            |                |                                                                        |
| 1              | RAB青森放送       | 43ch           | 10mW       | 63mWか11.2mW どの局が何mWかは不明 | 青森県       | 備考を参照       | 垂直偏波   | 2013年11月27日 | 東通入口を古野牛川の2局合計で82世帯 物理チャンネルはむつ中継局と同じ。 |
| 2              | NHK青森教育テレビ | 47ch           | 10mW       | 63mWか11.2mW どの局が何mWかは不明 | 全国         | 備考を参照       | 垂直偏波   | 2013年11月27日 | 東通入口を古野牛川の2局合計で82世帯 物理チャンネルはむつ中継局と同じ。 |
| 3              | NHK青森総合テレビ | 42ch           | 10mW       | 63mWか11.2mW どの局が何mWかは不明 | 青森県       | 備考を参照       | 垂直偏波   | 2013年11月27日 | 東通入口を古野牛川の2局合計で82世帯 物理チャンネルはむつ中継局と同じ。 |
| 5              | ABA青森朝日放送   | 41ch           | 10mW       | 63mWか11.2mW どの局が何mWかは不明 | 青森県       | 備考を参照       | 垂直偏波   | 2013年11月27日 | 東通入口を古野牛川の2局合計で82世帯 物理チャンネルはむつ中継局と同じ。 |
| 6              | ATV青森テレビ     | 45ch           | 10mW       | 63mWか11.2mW どの局が何mWかは不明 | 青森県       | 備考を参照       | 垂直偏波   | 2013年11月27日 | 東通入口を古野牛川の2局合計で82世帯 物理チャンネルはむつ中継局と同じ。 |
| 古野牛川中継局 |                   |                |            |                                   |              |                  |            |                |                                                                        |
| 1              | RAB青森放送       | 43ch           | 10mW       | 63mWか11.2mW どの局が何mWかは不明 | 青森県       | 備考を参照       | 垂直偏波   | 2013年11月27日 | 古野牛川と東通入口の2局合計で82世帯 物理チャンネルはむつ中継局と同じ。 |
| 2              | NHK青森教育テレビ | 47ch           | 10mW       | 63mWか11.2mW どの局が何mWかは不明 | 全国         | 備考を参照       | 垂直偏波   | 2013年11月27日 | 古野牛川と東通入口の2局合計で82世帯 物理チャンネルはむつ中継局と同じ。 |
| 3              | NHK青森総合テレビ | 42ch           | 10mW       | 63mWか11.2mW どの局が何mWかは不明 | 青森県       | 備考を参照       | 垂直偏波   | 2013年11月27日 | 古野牛川と東通入口の2局合計で82世帯 物理チャンネルはむつ中継局と同じ。 |
| 5              | ABA青森朝日放送   | 41ch           | 10mW       | 63mWか11.2mW どの局が何mWかは不明 | 青森県       | 備考を参照       | 垂直偏波   | 2013年11月27日 | 古野牛川と東通入口の2局合計で82世帯 物理チャンネルはむつ中継局と同じ。 |
| 6              | ATV青森テレビ     | 45ch           | 10mW       | 63mWか11.2mW どの局が何mWかは不明 | 青森県       | 備考を参照       | 垂直偏波   | 2013年11月27日 | 古野牛川と東通入口の2局合計で82世帯 物理チャンネルはむつ中継局と同じ。 |
| 野牛水上中継局 |                   |                |            |                                   |              |                  |            |                |                                                                        |
| 1              | RAB青森放送       | 39ch           | 10mW       | 10mW                              | 青森県       | 13世帯           | 垂直偏波   | 2013年11月27日 | 無し                                                                   |
| 2              | NHK青森教育テレビ | 51ch           | 10mW       | 10mW                              | 全国         | 13世帯           | 垂直偏波   | 2013年11月27日 | 無し                                                                   |
| 3              | NHK青森総合テレビ | 49ch           | 10mW       | 10mW                              | 青森県       | 13世帯           | 垂直偏波   | 2013年11月27日 | 無し                                                                   |
| 5              | ABA青森朝日放送   | 52ch           | 10mW       | 10mW                              | 青森県       | 13世帯           | 垂直偏波   | 2013年11月27日 | 無し                                                                   |
| 6              | ATV青森テレビ     | 50ch           | 10mW       | 10mW                              | 青森県       | 13世帯           | 垂直偏波   | 2013年11月27日 | 無し                                                                   |

- 袰部デジタル中継局は、NHK・民放各局とも2010年8月25日に予備免許交付、9月8日から10月7日の1ヶ月間試験放送実施、10月4日に本免許交付、10月8日から本放送開始。アナログ中継局のないABAはデジタル新局として開局した。[2]一方、東通入口デジタル中継局と古野牛川デジタル中継局は開局予定がなく、むつ中継局などを受信することになっていたが、該当地区での地上デジタルテレビ放送の難視聴解消を目的に｢ギャップフィラー｣方式の中継局が開局[3][4]した。
- 村外のデジタル中継局については、2007年10月1日に開局した函館送信所・中継局からの電波が、村西部では2008年12月18日に開局したむつ中継局からの電波が、村南部では2007年8月1日に開局した八戸中継局からの電波がそれぞれ受信可能である。
- なお、東通入口と古野牛川の両中継局は事実上の中継局再開、野牛水上中継局は事実上のデジタル新局となる。

### アナログテレビ
| 放送局名          | チャンネル     | 空中線電力         | ERP                 | 放送対象地域   | 放送区域内世帯数 | 偏波面         |
| 東通入口中継局    | 東通入口中継局 | 東通入口中継局     | 東通入口中継局      | 東通入口中継局 | 東通入口中継局   | 東通入口中継局 |
| ----------------- | -------------- | ------------------ | ------------------- | -------------- | ---------------- | -------------- |
| NHK青森教育テレビ | 49ch           | 映像100mW 音声25mW | 映像430mW 音声105mW | 全国           | 112世帯          | 水平偏波       |
| NHK青森総合テレビ | 62ch 47ch      | 映像100mW 音声25mW | 映像430mW 音声105mW | 青森県         | 112世帯          | 水平偏波       |
| RAB青森放送       | 60ch 45ch      | 映像100mW 音声25mW | 映像430mW 音声105mW | 青森県         | 112世帯          | 水平偏波       |
| ATV青森テレビ     | 51ch< 43ch     | 映像100mW 音声25mW | 映像430mW 音声105mW | 青森県         | 112世帯          | 水平偏波       |
| 袰部中継局        |                |                    |                     |                |                  |                |
| NHK青森教育テレビ | 53ch           | 映像100mW 音声25mW | 映像210mW 音声52mW  | 全国           | 43世帯           | 水平偏波       |
| NHK青森総合テレビ | 55ch           | 映像100mW 音声25mW | 映像210mW 音声52mW  | 青森県         | 43世帯           | 水平偏波       |
| RAB青森放送       | 59ch           | 映像100mW 音声25mW | 映像210mW 音声52mW  | 青森県         | 43世帯           | 水平偏波       |
| ATV青森テレビ     | 61ch           | 映像100mW 音声25mW | 映像210mW 音声52mW  | 青森県         | 43世帯           | 水平偏波       |
| 古野牛川中継局    |                |                    |                     |                |                  |                |
| NHK青森教育テレビ | 53ch           | 映像100mW 音声25mW | 映像1.2W 音声300mW  | 全国           | 71世帯           | 水平偏波       |
| NHK青森総合テレビ | 55ch           | 映像100mW 音声25mW | 映像1.2W 音声300mW  | 青森県         | 71世帯           | 水平偏波       |
| RAB青森放送       | 59ch           | 映像100mW 音声25mW | 映像1.2W 音声300mW  | 青森県         | 71世帯           | 水平偏波       |
| ATV青森テレビ     | 61ch           | 映像100mW 音声25mW | 映像1.2W 音声300mW  | 青森県         | 71世帯           | 水平偏波       |

- 全局、1979年8月23日に開局[5]し、2011年7月24日で廃局。
- 東通入口中継局のチャンネルの赤数字chは、「アナアナ変換」前のチャンネル。これらは現在、むつデジタル中継局が使用している。
- 放送区域内世帯数は1998年の無線局再免許による数値で、NHK局カバー世帯数[6]。

#### 中継局置局住所
- 東通入口中継局…東通村野牛字釜の平52番地（入口小学校西北）
- 袰部中継局…東通村岩屋字荷倉場1番3号
- 古野牛川中継局…東通村野牛字釜の平1番25号（野牛漁港南）